# São Martinho de Sande
São Martinho de Sande ist eine Gemeinde im Norden Portugals.
São Martinho de Sande gehört zum Kreis Guimarães im Distrikt Braga, besitzt eine Fläche von 3,3 km² und hat 2239 Einwohner (Stand 19. April 2021). Die Gemeinde ist überwiegend städtisch geprägt.